# Station Górki Śląskie
Station Górki Śląskie is een spoorwegstation in de Poolse plaats Górki Śląskie.